# NGC 2660
NGC 2660 est un amas ouvert,, situé dans la constellation des Voiles. Il a été découvert par l'astronome britannique John Herschel en 1834.

NGC 2660 est à environ 2 826 pc (∼9 220 al) du système solaire et les dernières estimations donnent un âge de 1,1 milliard d'années. La taille apparente de l'amas est de 3 minutes d'arc, ce qui, compte tenu de la distance, donne une taille réelle maximale d'environ 8,0 années-lumière. 

Selon la classification des amas ouverts de Robert Trumpler, cet amas renferme entre 50 et 100 étoiles (lettre m) dont la concentration est forte (I) et dont les magnitudes se répartissent sur un grand intervalle  (le chiffre 3).